# Si è spento il sole/La mezza luna
Si è spento il sole/La mezza luna è un singolo di Adriano Celentano pubblicato in Italia nel 1962.

## Tracce
Lato A
1. Si è spento il sole – 2:40 (testo: Luciano Beretta, Miki Del Prete – musica: Adricel, Ezio Leoni)

Lato B
1. La mezza luna (La mezza luna) – 2:25 (testo: Alberto Larici – musica: Heino Gaze)

## Il disco
La copertina raffigura un sole che sorge, ed è disegnata da Renzo Clerici.
Il maestro Giulio Libano dirige e accompagna con la sua orchestra.
Le matrici sono datate 23 luglio 1962.
Entrambe le canzoni sono state inserite nell'album A New Orleans, pubblicato l'anno successivo.

## I brani
Si è spento il sole
È uno dei brani registrati prima della scadenza del contratto, che la vecchia casa discografica di Celentano, la Jolly Records, pubblica approfittando dell'enorme successo della nuova produzione dell'artista con l'etichetta di sua proprietà, il Clan Celentano. Il testo è composto da Luciano Beretta e Miki Del Prete, mentre la musica è di Ezio Leoni e di Alessandro Celentano, fratello del cantante, che si firma con lo pseudonimo Adricel , è un tango arrangiato da Giulio Libano sottolineandone la drammaticità con gli archi, utilizzati fin dalle prime battute dell'introduzione.
Cover
- 1963 - La canzone è stata reinterpretata da Torquato e i Quattro; dal gruppo musicale spagnolo Los Catinos con il titolo Se oculta el sol (Vergara, 35.0.044 C) inserita nella raccolta del 1999 Canciones románticas (Perfil, LP-33421) e dalla cantante Lita Torelló inserita nella raccolta del 1978 Lo mejor de Lita Torelló (Gramusic, GM-739).
- 1984 - Claudia Mori la incide per l'album Claudia canta Adriano.
- 2003 - Vinicio Capossela la incide per l'album raccolta L'indispensabile.

La mezza luna
Cover di un cha cha cha dei due autori tedeschi Heino Gaze (musica) e Fred Ignor (testo), inciso del 1960 dal quintetto strumentale e vocale "Los Españoles", originario di La Coruña, che all'epoca pubblicava i suoi dischi in Germania con la Polydor. Il singolo originario Polydor 24 258 del 1960 riporta come interpreti "Los Españoles und die Señoritas" e ha come lato A "La mezza luna" e come lato B "Der Professor aus Panama". Di risonanza assai modesta rispetto all'altro brano del singolo, tra la fine del 1962 e l'inizio del 1963 raggiunge la decima posizione nella classifica settimanale (15 settembre 1962), mentre in quella annuale del 1962 è al 66º posto per vendite.
Nel 1984 Claudia Mori la incide per l'album Claudia canta Adriano e, nel 2011, la canzone viene re-incisa per l'album Facciamo finta che sia vero, con la collaborazione di Raphael Gualazzi al pianoforte.

## Accoglienza
Entra al 4º posto della top ten italiana il 6 ottobre 1962 provenendo dal 13º posto. Lo stesso giorno e dalla stessa posizione di partenza, entra al 6º posto anche un'altra canzone di Celentano (pubblicata però dall'etichetta dell'artista), la cover di Stand by Me, intitolata Pregherò.
Rimane fra le prime tre del podio dal 3 novembre fino al 1º febbraio dell'anno seguente per 13 settimane consecutive, nello stesso periodo di tempo Pregherò è stabilmente al primo posto, eccetto la settimana dal 1º dicembre, in cui le canzoni si scambiano le prime due posizioni al vertice, anche se per una settimana soltanto. In conclusione, dal 10 novembre 1962 al 5 gennaio 1963, Celentano ha in classifica contemporaneamente due singoli di case discografiche diverse, rispettivamente quello del Clan al primo posto e quello della Jolly al secondo.
Risulterà, considerando anche i primi due mesi dell'anno seguente, il settimo singolo più venduto del 1962 (mentre Pregherò sarà il primo in assoluto).
| Classifica 1962           | Posizione | Settimane | Posizione di Pregherò |
| ------------------------- | --------- | --------- | --------------------- |
| 6 Ottobre                 | 4         | 1         | 6                     |
| 13 Ottobre                | 3         | 1         | 6                     |
| 20 Ottobre - 27 Ottobre   | 4         | 2         | 5 - 1                 |
| 3 Novembre                | 3         | 1         | 1                     |
| 10 Novembre - 24 Novembre | 2         | 3         | 1                     |
| 1 Dicembre                | 1         | 1         | 2                     |
| 8 Dicembre - 29 Dicembre  | 2         | 4         | 1                     |
| Classifica 1963           | Posizione | Settimane | Posizione di Pregherò |
| 5 Gennaio                 | 3         | 1         | 1                     |
| 12 Gennaio - 19 Gennaio   | 2         | 2         | 1                     |
| 26 Gennaio                | 3         | 1         | 1                     |
| 2 Febbraio - 9 Febbraio   | 5         | 2         | 2 - 1                 |
| 16 Febbraio               | 8         | 1         | 3                     |